# شرکت کشتی‌سازی تیمز
شرکت کشتی‌سازی تیمز (انگلیسی: Thames Shipbuilding Company) شرکت کشتی‌سازی بریتانیایی بود، که در سال ۱۸۳۷ تأسیس شد و در سال ۱۹۱۲ منحل گردید.